# 蔡金晏
蔡金晏（1978年3月25日—），學者，政治人物，出生於高雄市，攻讀完國立成功大學水利及海洋工程工學博士學位後，任正修科技大學助理教授。參與高雄縣市合併後第一屆高雄市議會第6區（旗津、鼓山、鹽埕區）議員選舉，續任第二屆高雄市議會議員以後，曾經參選2016年中華民國立法委員選舉鹽埕、鼓山、旗津、三民西區立委候選人。

## 家庭
蔡金晏的父親為人稱「媽註仔」、曾任高雄市議會副議長的無黨籍議員蔡松雄，蔡松雄於1985年在當選（合併前）高雄市議會第二屆議員（第一選區鼓山區、鹽埕區、旗津區），並持續連任第三、四、五、六屆，在第五、六屆擔任兩屆副議長。2006年，蔡松雄落選，爭取六連霸失敗。
2003年，高雄市議長朱安雄賄選案爆發，包含蔡松雄在內40位議員被起訴。同年一審判處蔡松雄有期徒刑兩年，2004年二審改判無罪。

## 經歷
- 正修科技大學兼任助理教授[9]
- 第1屆高雄市體育會理事[來源請求]
- 第12屆高雄市柯蔡宗親會顧問
- 前高雄市議會副議長蔡松雄服務處助理
- 第18屆中國國民黨中央委員[10]
- 第98、99年度中國國民黨高雄市青年工作會會長及100~104年度榮譽總會長[11]
- 第1、2、3屆高雄市議會議員[12][13]

## 新聞事件
- 2011年蔡金晏隨高雄市議會組團參訪日本橫濱，2月21日晚間獨自閒逛風化區[14]，整團行程被民眾批評浪費公帑，蔡金晏出面反駁只是好奇為何在橫濱鬧區會有風化店明目張膽開店[15]。
- 競選總部掛上的競選帆布中的圓形光環涉嫌抄襲2016年中華民國總統選舉參選人蔡英文之競選視覺設計[16]。蔡金晏陣營隨即發出聲明稿表示彩虹號次圈是競選團隊的發想，既無抄襲，也沒模仿，更沒有侵權。蔡金晏主張自103年競選連任高雄市議員，文宣視覺設計便使用彩虹的繽紛色彩來凸顯年輕人的多元豐富與活力朝氣，也希望鼓舞年輕人勇於築夢踏實，追尋如同彩虹般燦爛的未來[17]。
- 因前副議長的父親蔡松雄被檢方認定拜託朋友現金賄賂選民，2015年1月5日遭高雄地檢署提起當選無效之訴，高雄地院今天宣判犯行不足構成違反選罷法，5月13日高雄地院宣判犯行不足構成違反選罷法[18]。
- 民進黨籍前高雄市議員連立堅及檢方再度提起抗告，2015年10月17日高雄高分院宣判蔡金晏並無涉及賄選不法事證，仍判處他當選有效，且駁回上訴全案確定。[19]。
- 2019年5月10日，蔡金晏接受《中國時報》訪問指稱[20]時任高雄市政府秘書處長的陳瓊華，在市府中庭請外籍移工看世界杯足球賽轉播卻不曉得移工多為不吃豬肉的回教徒，請吃熱狗、香腸。陳瓊華提出告訴，高雄地方法院依誹謗罪判蔡金晏拘役25天[21]，得易科罰金，法官認為，蔡金晏散布不實訊息，透過媒體引述刊登，致使陳瓊華的工作能力受有負面貶抑，足以毀損陳瓊華名譽。

## 選舉資訊

### 2010年高雄市議會議員選舉
- 高雄市第六選舉區（鼓山區、旗津區、鹽埕區）

| 號次 | 候選人 | 政黨       | 得票數 | 得票率 | 當選 |
| ---- | ------ | ---------- | ------ | ------ | ---- |
| 1    | 張省吾 | 無黨籍     | 14,430 | 13.94% |      |
| 2    | 李喬如 | 民主進步黨 | 22,141 | 21.39% |      |
| 3    | 陳漢昇 | 無黨籍     | 11,735 | 11.34% |      |
| 4    | 蔡金晏 | 中國國民黨 | 18,769 | 18.14% |      |
| 5    | 陳美雅 | 中國國民黨 | 15,077 | 14.57% |      |
| 6    | 連立堅 | 民主進步黨 | 21,315 | 20.60% |      |

### 2014年高雄市議會議員選舉
- 高雄市第六選舉區（鼓山區、旗津區、鹽埕區）[22]

| 號次 | 候選人 | 政黨         | 得票數 | 得票率 | 當選 |
| ---- | ------ | ------------ | ------ | ------ | ---- |
| 1    | 簡煥宗 | 民主進步黨   | 18,257 | 19.14% |      |
| 2    | 連立堅 | 民主進步黨   | 14,848 | 15.57% |      |
| 3    | 蔡金晏 | 中國國民黨   | 17,582 | 18.43% |      |
| 4    | 劉哲宇 | 無黨籍       | 3,241  | 3.40%  |      |
| 5    | 李喬如 | 民主進步黨   | 17,630 | 18.48% |      |
| 6    | 陳美雅 | 中國國民黨   | 15,819 | 16.58% |      |
| 7    | 陳冠銘 | 台灣團結聯盟 | 6,371  | 6.68%  |      |
| 8    | 郭美伶 | 無黨籍       | 1,635  | 1.71%  |      |

### 2016年中華民國立法委員選舉
| 1        | 蔡金晏   | 中國國民黨    | 57,472票 | 38.60%                        |                               |
| 2        | 管碧玲   | 民主進步黨    | 88,506票 | 59.44%                        | 當選                          |
| 3        | 楊宗穎   | 和平鴿聯盟黨  | 1,147票  | 0.77%                         |                               |
| 4        | 王新昌   | 軍公教聯盟黨  | 1,778票  | 1.19%                         |                               |
| 選舉日期 | 選舉日期 | 2016年1月16日 | 選舉人數 | 221,204人                     | 221,204人                     |
| 投票率   | 投票率   | 68.47%        | 投票人數 | 有效：148,903人 無效：2,547人 | 有效：148,903人 無效：2,547人 |

### 2018年高雄市議會議員選舉
- 高雄市第六選舉區（鼓山區、旗津區、鹽埕區）

| 號次 | 候選人 | 性別 | 政黨       | 得票數 | 得票率 | 當選標記 |
| ---- | ------ | ---- | ---------- | ------ | ------ | -------- |
| 1    | 麥郁馨 | 女   | 無黨籍     | 784    | 0.70%  |          |
| 2    | 李喬如 | 女   | 民主進步黨 | 19,618 | 17.64% |          |
| 3    | 洪正   | 男   | 基進黨     | 7,022  | 6.31%  |          |
| 4    | 陳美雅 | 女   | 中國國民黨 | 25,640 | 23.05% |          |
| 5    | 簡煥宗 | 男   | 民主進步黨 | 16,764 | 15.07% |          |
| 6    | 王福全 | 男   | 無黨籍     | 170    | 0.15%  |          |
| 7    | 江敏榕 | 女   | 無黨籍     | 1,671  | 1.50%  |          |
| 8    | 蔡宜芳 | 女   | 無黨籍     | 8,779  | 7.89%  |          |
| 9    | 周佳錚 | 女   | 無黨籍     | 4,978  | 4.48%  |          |
| 10   | 鄭如君 | 女   | 無黨籍     | 1,368  | 1.23%  |          |
| 11   | 蔡金晏 | 男   | 中國國民黨 | 24,428 | 21.96% |          |

## 引用資料
1. ↑  黃建華. . 自由時報. 2010年6月10日  [2015年10月14日]. （原始内容存档于2015年12月8日） （中文（繁體））. 迎戰老議員陳漢昇，新人蔡金晏知名度較不足，深陷苦戰，不過，蔡金晏父親蔡松雄是連任四屆、17年的議員，且當過兩屆副議長，地方服務有口皆碑，蔡金晏此次代父出征，呼籲選民給年輕人一個機會。
2. ↑   (PDF). 正修科技大學通識教育中心.   [2015年10月14日]. （原始内容存档 (PDF)于2016年3月4日） （中文（繁體））.
3. ↑  吳榮偉、陳萬強、呂佩琍. . 臺灣時報. 2013年1月20日  [2015年10月14日]. （原始内容存档于2015年12月8日） （中文（繁體））. 問：交棒給下一代後，副議長對長子蔡金晏議員有何期望？其他子女呢？答：金晏當選市議員後，盡心盡力的作好民意代表份內的工作，辦事比我還要認真，令我感到十分欣慰，當然年輕人也有自己的想法和看法，我都會予以尊重與支持。至於明年有機會是否讓他更上一層樓？順其自然就好。
4. ↑  . 中國國民黨高雄市委員會. 2015年8月6日  [2015年10月14日]. （原始内容存档于2015年11月13日） （中文（繁體））. 高雄市第5選區鼓山區、鹽埕區、旗津區、三民西區41里：蔡金晏
5. ↑  高雄市議會. . https://www.kcc.gov.tw/.   [2022-01-16]. （原始内容存档于2022-01-19）.
6. ↑  即時新聞. . 自由時報. 2019-05-16  [2022-01-19]. （原始内容存档于2022-01-20）.
7. ↑  鮑建信、侯承旭、李開菊. . 自由時報. 2003-08-29  [2022-01-19]. （原始内容存档于2022-01-19）.
8. ↑  黃柏齡、許文男. . 華視. 2004-01-08  [2022-01-19]. （原始内容存档于2022-01-20）.
9. ↑  . 正修科技大學通識教育中心.   [2015年10月14日]. （原始内容存档于2016年3月4日） （中文（繁體））.
10. ↑  . 中國國民黨全球資訊網.   [2015年10月14日]. （原始内容存档于2018年10月20日） （中文（繁體））.
11. ↑  . 中國國民黨高雄市青年工作委員會.   [2015年10月14日]. （原始内容存档于2015年12月26日） （中文（繁體））.
12. ↑  張筧. . 高雄市議會. 2011年11月  [2015年10月14日]. （原始内容存档于2016年3月6日） （中文（繁體））. 蔡金晏與李眉蓁都是政壇第二代，兩人除了年輕外，都具備高學歷的條件，蔡金晏是成功大學博士、李眉蓁是中山大學碩士，雙雙初選勝出，被視為國民黨世代交替的指標。
13. ↑  . 高雄市議會.   [2015年10月14日]. （原始内容存档于2016年3月6日） （中文（繁體））.
14. ↑  涂建豐. . 蘋果日報. 2011年2月24日  [2015年10月14日]. （原始内容存档于2015年11月16日） （中文（繁體））. 高雄市議會日前組團參訪日本，遭《壹週刊》踢爆是「假考察真玩樂」，其中博士議員蔡金晏晚上獨自逛風化區，也有人在旅館大打麻將，全程幾乎都在觀光。
15. ↑  林憲源. . 中國廣播公司. 2011年2月23日  [2015年10月14日]. （原始内容存档于2016年3月5日） （中文（繁體））. 被指進出「風化店」的新科議員蔡金晏也出面反駁，他說他只是好奇為何在橫濱鬧區會有「風化店」明目張膽開店，他說他只在店門口停留一、兩分鐘就離去，並非如壹週刊所到報導的。
16. ↑  曾韋禎. . 自由時報. 2015年10月14日  [2015年10月14日]. （原始内容存档于2015年10月16日） （中文（繁體））. 明明高雄市第5選區的民進黨參選人是管碧玲，怎麼國民黨的蔡金晏也用蔡英文的競選光圈？蔡金晏昨在臉書公布競選總部的訊息，然而其看板竟出現蔡英文發表過的彩虹光圈，遠比國民黨徽還醒目。
17. ↑  立法委員參選人蔡金晏官方網站. . 2015年10月15日  [2015年10月15日]. （原始内容存档于2015年12月8日）.
18. ↑  . 中央通訊社.   [2015年5月13日]. （原始内容存档于2015年5月14日） （中文（繁體））. 高雄市議員蔡金晏被控賄選，高雄地院今天宣判犯行不足構成違反選罷法；沒有了官司，地方勸進參選立委。
19. ↑  立法委員參選人蔡金晏官方網站. . 2015年10月27日  [2015年10月30日]. （原始内容存档于2015年12月8日）.
20. ↑  黃佳琳. . 自由時報. 2020-03-26  [2020-06-10]. （原始内容存档于2020-06-10） （中文（臺灣））. 國民黨高雄市議員蔡金晏日前公開受訪時，誣指時任秘書處長的陳瓊華「請回教徒吃豬肉」，陳瓊華不滿自提告訴，高雄地院依誹謗罪判蔡金晏拘役25天，得易科罰金。
21. ↑  林宏聰. . 中國時報. 2019-05-10  [2020-06-10]. （原始内容存档于2020-06-10） （中文（臺灣））. 時任祕書處長的陳瓊華，在市府中庭請外籍移工看世界盃足球賽轉播，負責對外交流的她竟不知移工多為不吃豬肉的回教徒，居然請吃熱狗、香腸。民進黨大老姚嘉文、周清玉之女姚雨靜則被踢爆，在勞動部勞保局破格升遷，全因陳菊。
22. ↑  . 自由時報.   [2015年10月15日]. （原始内容存档于2014年12月18日） （中文（繁體））.

## 外部連結
- 蔡金晏官方網站 （页面存档备份，存于）
- 下港的囝仔, 蔡金晏的Facebook專頁